# 테일즈 오브 코몬즈
《테일즈 오브 코몬즈》(일본어: テイルズオブコモンズ, 영어: Tales of Commons)는 2005년 《Tales of Mobile》시리즈로 출시된 RPG게임의 두 번째 작품이다. 우에무라 카나(일본어: 植村花菜)가 부른 오프닝 테마곡 〈기적〉으로도 유명한 작품이다.

## 개요
《테일즈 오브 모바일》시리즈 2번째 작품으로, 약칭은 코몬즈와 TOC이다. 캐릭터 디자인은 시이나 유우(일본어: 椎名優)가 담당했다. 대표작으로는 〈달과 당신에게 꽃다발을〉전격문고 삽화 전반. 〈엔젤 하울링〉후지미 판타지아 문고 삽화 전반.〈시이나 유우 화집2 환등정원〉〈시이나 유우 화집 엔젤, 하울링 소화의 목소리〉전투 시의 보이스 채용과 테일즈 오브 시리즈에서 익숙한 리니어 모션 배틀(LMBS)은 물론, <스킷 시스템>과 <소형 맵 시스템> 삽입되었다.

## 스토리
이야기의 무대는 ‘디오니스’
알빈은 16년 전 종결한 제3차 ‘디오니스’ 대전에서 부모를 잃었지만 호기심이 왕성하고 매우 밝은 성격의 소유자로 몬스터 사냥을 즐기는 청년이다. 그는 평범한 여행 중에 아주 신비로운 일을 경험하게 된다.
돌아가신 어머니의 고향으로 가던 중, 어디선가 들려오는 노래 소리에 이끌려 열대 우림 속에 자리한 낡은 신전으로 향하게 된 알빈. 그 곳에서 기도를 하고 있는 소녀 세피나와의 운명적 만남이 시작된다.
천연 질픽시의 탄생을 기도하는 세피나를 만나는 순간, 온 세상에 빛이 가득해지더니 천연 질픽시가 탄생했다. 아주 오랫동안 나타나지 않았던 질픽시가 세피나의 기도에 응답하듯 나타난 것이다.
이때, 천연 질픽시를 빼앗으려는 무리로부터 세피나와 알빈을 구해준 화황여단 세이운 대장.
이제 그들은 6개의 거울을 찾아 천지용맥해방을 이뤄내야 한다. 이것이 그들의 운명이다…

## 용어
유피텔(Yuphitl)
주로 용철제련학으로 발전한 나라로, 과학에 강하고 용철강을 만들어낼 정도로 발전한 나라이다. 강한 군대와 병기를 가지고 있으며, 용철군사단이라고 불리는 정예부대를 가지고 있다.
융파양(Yinfouyang)
창마진술을 통해 발전해온 나라. 마법, 음양도가 배경이 되어 마법을 쓰는 것이 발전한 나라이다. 강한 창마진중이라고 불리는 부대를 가지고 있다.

## 등장인물

### 파티 캐릭터
알빈(Alvin)
18세 175cm 75kg B형
성우:오카다 타카유키
본작의 주인공 모험을 좋아하고 호기심 왕성이 밝은 사내 아이 아버지는 유피텔 용철 기사단이며 어머니는 융파양 인이다. 죽은 부모님이 남긴 유산으로 자유롭게 살고 있었지만 자신의 모친의 고향을 방문하기 위해 여행을 떠나고 세피나와 만난다. 무기는 한손검
세피나(Sefina)
17세 163cm 48kg A형
성우:카와라기 시호
본작의 히로인 질픽시의 탄생을 바라여 신전계속에 다니는 여자 아이 죽은 모친이 질픽시로 다시 태어난다고 믿고 있다. 전쟁 시에 고향과 부모님을 잃은 것 때문에 유피텔인을 싫어한다. 견실한 성격 무기는 창마곤봉 담당 성우 카와라기는 후에 테일즈 오브 그레이세스로 재차 파티 캐릭터를 연기하고 있다.
세이운(Seiun)
40세 이상 185cm 90kg O형
성우:아오야마 유타카
화황여단 지국방면대장 이전에는 펠스 키나와 행동하고 있었다. 예의 바른 성격이지만 완고한 일면도 있다. 무기는 칼과 쌍수검
유우(You)
15세 158cm 45kg AB형
성우:오카지마 타에
무엇을 생각하고 있는지 모르는 이른바 후시기쨩(일본어: 不思議ちゃん) 언제나 자기 멋대로여서 종잡을 수가 없다. 큰 비밀을 갖고 있는 것 같다. 무기는 파라솔

### 서브 캐릭터
펠스(Ferth)
25 - 26세 정도 180cm 85kg O형
성우:네즈 타카유키
화황여단 증대 방면대장 고아였지만 유피텔의 대통령에게 주워져 시설에서 전투의 훈련을 받아 자란다. 무기는 더블 세이버
키나(Kinah)
24세 정도 168cm 47kg AB형
성우:타케다 하나
화황여단 증대 방면부대장 펠스에게 연정을 갖고 있다. 무기는 주름 사복검